# Syzygium luehmannii
Espèce
Classification phylogénétique
Syzygium luehmannii est une espèce de plantes à fleurs de la famille des Myrtaceae. C'est un arbre endémique d'Australie où on le trouve au bord des cours d'eau, en bordure de mer et dans les forêts subtropicales humides. Il est cultivé pour ses fruits ressemblant à des petites poires, appelés riberries.
L'arbre sauvage peut atteindre 30 mètres de haut dans les forêts humides mais généralement il ne dépasse pas 7 mètres dans les jardins. Les feuilles petites, ovales et terminées en pointe sont roses ou rouges quand elles sont jeunes. Les fleurs sont crème. Les fruits roses ou rouges.
La baie a un goût acide, rappelant la canneberge avec une pointe de goût de girofle. C'est un fruit local devenu célèbre au début des années 1980 et l'arbre est cultivé à petite échelle.
Le fruit est souvent utilisé dans les confitures, accessoirement dans les sauces, les sirops et les patisseries.
L'arbre est aussi souvent cultivé comme arbre d'ornement dans les jardins et le long des rues. Il peut être facilement maintenu bas par des élagages légers.

## Galerie

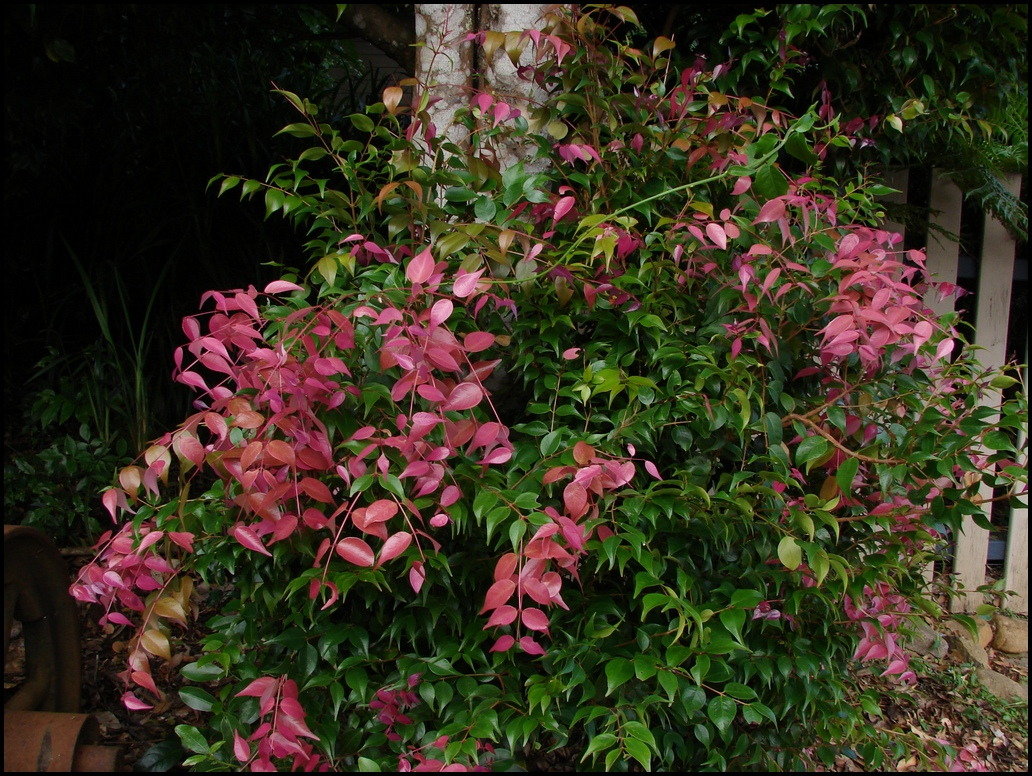
Feuilles roses.
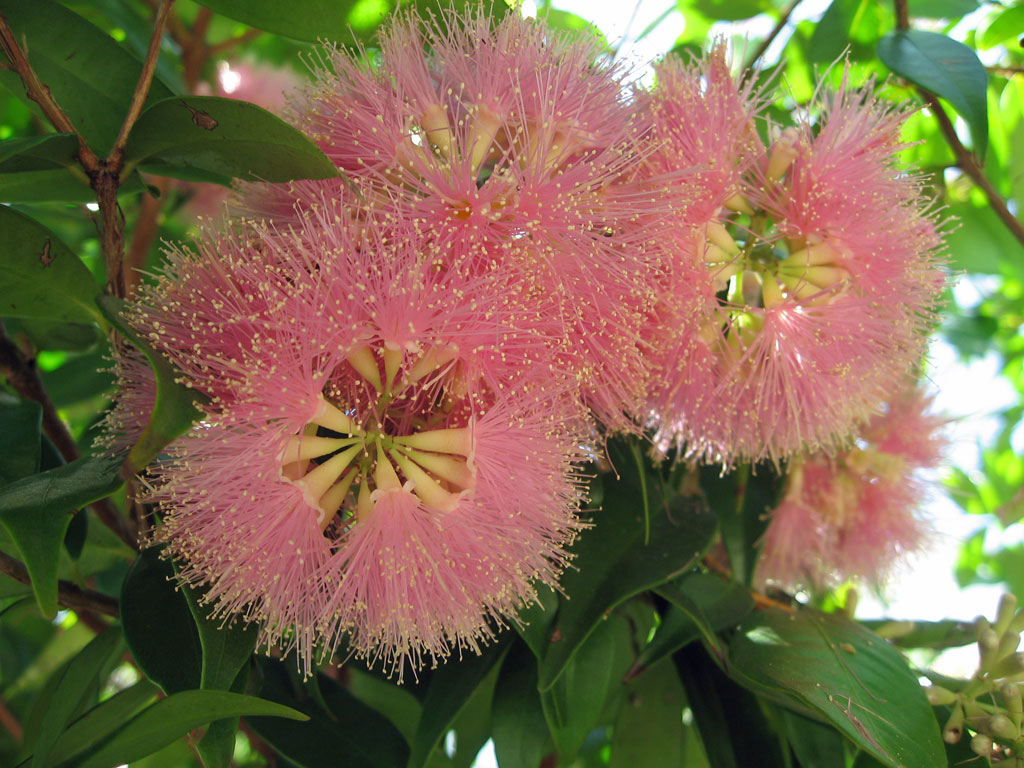
Fleurs.
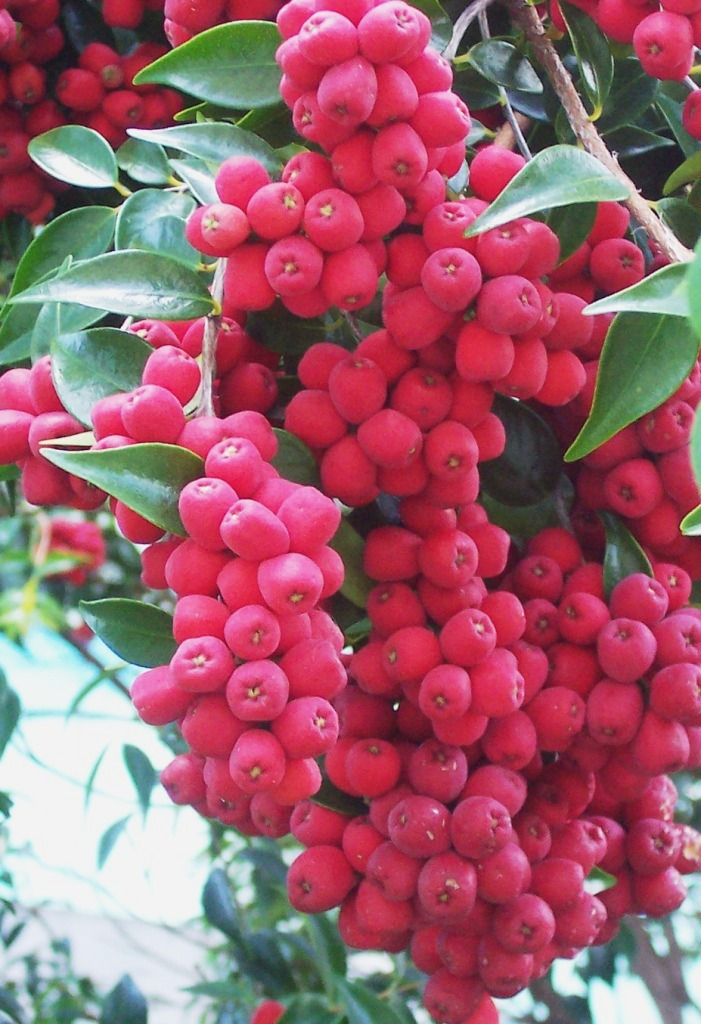
Fruits.